# 伊達杏子
伊達杏子（だて きょうこ）は、芸能プロダクションのホリプロに所属するバーチャルアイドルである。1996年に3DCGによるバーチャルアイドルとしてデビューした。3DCGで造形されたキャラクターながら、ホリプロの所属タレントとして扱われた。大きな人気を得るにはいたっていないものの、1996年のデビュー後活動休止を挿みつつ、2001年にデザインを変更した2代目が、2007年に3代目が再登場と、断続的に活動が行われている。

## 名称
伊達杏子は、「DK-96」というコードネームで開発が進められ、1996年に「伊達杏子 DK-96」という芸名でデビューした。「DK」はDigital Kidsの略、「96」は1996年版という意味である。「伊達杏子」はDKを日本人らしい名前にしようと名づけられもので、公式プロフィールでは「伊達杏子」が本名とされていた。デビュー翌年にはコードネームをバージョンアップして「伊達杏子 DK-97」となり、1999年に韓国デビューした際には「DiKi」という名前となっている。2001年に登場した2代目は「伊達杏子 DK-2001」。2007年に登場した3代目では名前は「伊達杏子」とされ、コードネームはつけられていない。
- 初代
  - 伊達杏子 DK-96（1996年）
  - 伊達杏子 DK-97（1997年）
  - DiKi（1999年）
- 2代目
  - 伊達杏子 DK-2001（2001年）
- 3代目
  - 伊達杏子（2007年）

## 初代
伊達杏子は、ホリプロ設立35周年を記念し、株式会社ビジュアルサイエンス研究所との共同で開発された。プロデュースを担当したのはホリプロ創業者堀威夫の二男で、後に社長となる堀義貴である。
構想が生まれたのはデビュー前年の1995年のことである、構想のきっかけは、当時進みつつあったメディアの多チャンネル化によりソフト不足が予想される中、時間に縛られず活動できるタレントを欲したことにある。また、当時は恋愛シミュレーションゲーム『ときめきメモリアル』などが人気を集め、ヒロイン・藤崎詩織などゲームのキャラクターが「バーチャルアイドル」と呼ばれタレントのような人気を集めるという状況が生まれていた。ホリプロが3DCGによるバーチャルアイドルの開発に乗り出した背景には、こうした人気バーチャルアイドルによって既存の芸能界の領域が侵される懸念や、アニメの声優やゲームのキャラクターが人気を集めるようになったのならCGのアイドルも受け入れられるだろうという見込みなどもあった。堀は、1990年代初頭に、当時勤務していたニッポン放送でディレクターとして伊集院光のラジオ番組から誕生した架空のアイドル、芳賀ゆいの企画に途中から携わっており、このときの経験も活かされた。なお、設定上の来歴では、福生駅前のハンバーガー店でアルバイトをしていた際にスカウトされたとなっている。
伊達杏子の開発にはホリプロの社員10人と技術スタッフ50人が投入され、初期投資だけで数千万円がかかったという。まず、堀らによって元となるイラストがデザインされ、それをきっかけに制作が始められた。CGの制作では、CGアーティストの小坂達哉（KonKon）がモデリング担当として携わっていた。「声」は生身の人間が当てており、ホリプロの所属タレントや女性社員50人の中からアイドルらしい声を基準に選ばれた。歌用と会話用で別の担当者を起用している。ラジオなどで話す内容はホリプロ側で作成した。体の動きには当時の最新の技術だったモーションキャプチャが使用され、ダンスのデータはアメリカの本場のダンサーから採られた。伊達が活動するには、スタジオ出演なら数百万円と膨大なコストがかかり、新人タレントに支払われるギャラには到底見合ないことが見込まれていたが、新しいジャンルを開拓する上での先行投資と考えられていた。活動内容は、実際に行われたCDの発売やラジオ、テレビへの出演だけでなく、バーチャルライブの開催や、写真集の発売なども検討されていた。ホリプロは伊達を、「病気をしない、スキャンダルもない、多チャンネル時代に対応して全世界同時に同じ時間に露出できる、声や歌などは世界中のどこの国の言語とも交換できグローバルな活動を、安く、早く、正確に表現できるといった利点を持つ、正に21世紀におけるマルチメディア時代に対応した『夢のタレント第1号』」と位置づけていた。ただし、現実には売り込みをかけても動きの不自然さを指摘されてしまうような有様だったという。
当初は1995年秋のデビューを想定して宣伝計画を立てていたが、開発が伸び、記者発表が1996年5月、実際に活動を開始するのは同年の末となってしまった。デビュー前から大きく注目され、海外メディアにまで盛んに取り上げられていたにもかかわらず、こうした遅れにより熱が冷めてしまったことも伊達が失敗した原因の一つとされる。10月に、ラジオであれば声優を呼ぶだけでよいため、TOKYO FMのラジオ番組『G1 Grouper』にて、先に声だけで活動を開始。11月2日にTBSの情報番組『ブロードキャスター』で動く映像と喋りをテレビ初公開。11月21日にはシングル「LOVE COMMUNICATION」でCDデビューしたが、デビューシングルの売り上げは3万枚足らずであった。1997年には声が変わり、名称も「伊達杏子 DK-97」にバージョンアップし、7月21日にシングルCD「TOUCH」を発売。通産省（現在の経済産業省）のポスターや雑誌『じゃマール』の表紙を飾るなどの活動もあったものの、結局、伊達杏子はわずかな活動だけでデビューから数ヶ月ほどで姿を消すことになった。ただし、伊達によるパブリシティ効果は非常に高かったと言い、以降のホリプロの新規事業開拓に役立ったという。
伊達杏子は、同時期、1996年12月5日にシングル「教えてMr.Sky」でCDデビューした『ときめきメモリアル』のヒロイン藤崎詩織と、同じバーチャルアイドルとして比較対象となったが、伊達の不振に対し、藤崎はヒットし、明暗を分けた。これは、旧来のアイドルの延長上の「究極のアイドル」でしかない伊達に対し、藤崎は新しいタイプのアイドルとしてアニメやゲームのファンの心をつかんだためと言われる。なお、藤崎の歌手デビューを手がけたのは、渡辺プロダクションの関連会社で、創業者渡辺晋の長女渡辺ミキが社長を務めていたワタナベデジタルメディア・コミュニケーションズである。当時は堀義貴と渡辺ミキが、ともに芸能界を代表するプロダクションの2世事業者として取り上げられることもあった。また、ラジオでDJとして活動する伊達は、たとえ実際に成功したとしても、それは声の担当者が伊達の殻を脱ぎ捨ててひとり立ちする時にだろうとの指摘もあった。
1999年には、韓国でDiKiの名でデビューし、『Between』というアルバムをリリースしたが、成功はしなかった。

### プロフィール
以下のプロフィールはDK-96当時のもの
- 本名：伊達杏子（友人からのニックネームは「ダテキョー」）
- 芸名：伊達杏子　DK-96
- 生年月日：1979年10月26日（1996年当時16歳）
- 出身地：東京都福生市
- 身長：163cm
- 体重：43kg
- スリーサイズ：B83・W56・H82
- 血液型：A
- 家族：両親と一つ年下の妹の4人家族で、寿司屋を経営。
- 特技：スポーツ全般、ダンス、イラスト
- 趣味：スニーカー集め[注 1]、外国語、写真

### ラジオ
- 伊達杏子DK-96のG1 Grouper
- 伊達杏子DK-97 らびらびラビリンス

### ディスコグラフィ

#### 日本
- 「LOVE COMMUNICATION」 (1996年11月21日, CD EXTRA)
  - 日本テレビのドラマ「欲望の食卓」エンディングテーマ。

  1. LOVE COMMUNICATION
  2. LOVE COMMUNICATION (Acoustic Heart mix)
  3. LOVE COMMUNICATION (Back Track)
- 「TOUCH」 (1997年7月21日)

#### 韓国
- 『Between』 (1999年2月)
  1. Albatross - 자유 (Albatross - 自由)
  2. Between You & Me
  3. 편지 (手紙)
  4. For U
  5. 1st White Day
  6. 初恋回想
  7. Silver Lining Rainbow
  8. 나만의 꿈 (自分だけの夢)
  9. Albatross - 자유 (Inst.)
  10. Between You & Me (Inst.)

## 2代目
2001年に石川県の金沢工業大学のインターネットを使った一般対象の講座「エンターテインメント工科大学」のナビゲーターを担当する2代目の「伊達杏子 DK-2001」が登場した。翌年にはネットの動画広告へ進出する構想も発表され、その際にホリプロ側は初代の不振の原因について、「時代を先取りしすぎたため」と説明したが、DK-2001もまた目立った活躍の無いまま活動を終えている。1983年6月9日生まれという設定で、モデリングは「ソネハチ」が担当した。

## 3代目
2007年にインターネットの仮想世界Second Life内でアバターになって3代目が登場した。3代目のデザインはDK-2001ベースのものとなっている。主にイベントMCとして活動したが、Second Lifeの人気低迷に伴い程なく活動を休止した。

## 伊達薫
3DCGによるアイドル製作がモデラーの間でブームとなっていた2000年前後に、初代の伊達杏子のモデリングを手がけた小坂達哉により作成された、伊達杏子 DK-96の従妹もしくは妹という設定の「伊達薫」（だて　かおり、DK02）が活動した。伊達薫は、1999年に発売された「バーチャルビューティ完全美少女の作り方 collection-3（クリスタル編）」を始めいくつかの書籍で紹介され、1999年から2000年にかけてDigicasで放送されたテレビ番組「CGアイドルコンテスト」では視聴者投票の結果グランプリに輝いている。

## 伊達あやの
2018年11月、「伊達杏子の娘」という設定のバーチャルYouTuber・伊達あやのが発表された。クラウドファンディングにより資金調達を行った上で、2019年2月頃のデビューを目指す。なお、この発表のタイミングで伊達杏子・伊達あやの両名がTwitterを開始したが、伊達杏子のプロフィールに「元ホリプロで活動していました伊達杏子です」とあり、ホリプロを離れたことが示唆されているが、伊達あやののプロジェクトを進行しているのはホリプロの子会社（ホリプロデジタルエンターテインメント）であり、伊達杏子も後々バーチャルYouTuberとして登場させる予定だという。
2019年1月30日、クラウドファンディングで募った目標金額が達成されたことを報告。同年2月1日、YouTubeに『あやのんチャンネル【Ayanon Channel】』を開設した。